# Кер, Карл
Карл Кер (нем. Carl Kehr; 6 апреля 1830, Гольдбах, Тюрингия — 18 января 1885, Эрфурт) — немецкий педагог, директор педагогической семинарии в Готе.
Его главные сочинения: 
- «Der deutsche Sprachunterricht im ersten Schuljahre» (Гота, 1865; 7 изд., 1882),
- «Praktische Geometrie für Volks- und gewerbliche-Fortbildungsschulen» (Гота, 1861; 6 изд., 1880),
- «Die Praxis der Volksschule» (Гота, 1883),
- «Geschichte der Methodik des deutschen Volksschulunterrichts» (Гота, 1877—1882).

Основал общество учителей немецких семинарий.